# Dümenler, Banaz
Dümenler là một xã thuộc huyện Banaz, tỉnh Uşak, Thổ Nhĩ Kỳ. Dân số thời điểm năm 2010 là 376 người.